# Nyagisuma
Nyagisuma är ett vattendrag i Burundi.   Det ligger i provinsen Karuzi, i den centrala delen av landet, 110 km öster om huvudstaden Bujumbura.
Omgivningarna runt Nyagisuma är en mosaik av jordbruksmark och naturlig växtlighet. Runt Nyagisuma är det ganska tätbefolkat, med 179 invånare per kvadratkilometer.